# هویر
هویر روستایی در دهستان ابرشیوه بخش مرکزی شهرستان دماوند در استان تهران ایران است.

## موقعیت و تاریخچه
هویر یک اسم فارسی است که به معنی “آبی” یا “آب‌دار” است. این نام معمولاً به مناطقی اشاره دارد که دارای آب و رودخانه‌ها هستند. در این مورد، منطقه هویر از این نام الهام گرفته است روستای هویر از توابع بخش مرکزی شهرستان دماوند با مختصات جغرافیایی ۵۲ درجه و ۱۹ دقیقه طول شرقی و ۳۵ درجه و ۴۲ دقیقه عرض شمالی در فاصله ۵۰ کیلومتری شرق شهر دماوند و ۱۰۵ کیلومتری تهران قرار دارد.این روستا از شرق به روستای دهنار،از شمال به ارتفاعات و کوهستان دوبرار،از جنوب به کوهستان قله ی زرین کوه، و از غرب به دریاچه های هویر و تار و به کمک آن نیز سپس از طریق جاده خاکی طولانی به شهر مشاء میرسد؛ولی جادهٔ اصلی‌اش همان محور دلیچایی و جاده فیروزکوه است.این روستا از طرف فیروزکوه و طرف شرق،آخرین روستا و از غرب،اولین روستا محسوب میشود.
روستای هویر از اطراف به کوه‌های مرتفع منطقه دماوند و صخره‌های سنگی محدود می‌شود. ارتفاع این روستا از سطح دریا ۲۶۲۰ متر است و اقلیمی معتدل و کوهستانی دارد. آب و هوای آن در فصول بهار و تابستان معتدل و مطبوع و در زمستان‌ها سرد و برفی است.

هویر یکی از نواحی تاریخی شهرستان دماوند است. بنای آرامگاه‌های امامزاده علی‌اکبر (پیر کاجی) و امامزاده شاهزاده حسین نشانگر پیشینه تاریخی این روستاست.
یکی از مسائلی که میتوان از آن قدمت یک منطقه را سنجید تعداد و مدل( زرتشتی ، اسلامی و...) قبرستانهای آن است .
روستای هویر دارای ۹ قبرستان میباشد که پنج تای آن داخل خود روستا میباشد :
۱- قبرستان تنگه که هم اکنون قابل استفاده است.
۲- قبرستان اطراف امامزاده حسین (ع) که تقریباً بیش از سی سال از زمان دفن آخرین نفر در آن میگذرد.
تذکر: فقط در دو قبرستان فوق از نسل حال حاضر اهالی هویر میت دفن شده است و قبرستانهای دیگر برای سالهای بسیار دور میباشد و از افراد دفن شده در آن اطلاعات درستی از جهت شناسایی اصل و نصب در دست نیست.
۳- قبرستانی درمکان حال حاضر مدرسه
۴- قبرستانی در مکان مخابرات فعلی
۵- قبرستانی در مکان زمین فوتبال قدیم (یور)
۶- قبرستانی در چهارخانی( چاخانی) معروف به هلنگسینی قبر
۷ - قبرستان زرتشتی در چهارخانی
۸- قبرستانی در منطقه چمندا اول حمام دره پشت باغ
۹- قبرستانی در منطقه پیرکاجی اطراف امامزاده علی اکبر چمنداب
لازم به ذکر است وجود این تعداد قبرستان در یک روستا نشان از چند موضوع دارد:
اول: قدمت بسیار طولانی آن وزندگی نسلهای متفاوت مذهبی و نژادی در آن
دوم: حادثه ی بیماری یا وقوع جنگ در این منطقه و بوجود آمدن کشته های زیاد
سوم: حضور جمعیتی بزرگ و زندگی پر رونق در گذشته های دور در این منطقه

## قومیت
مردم این روستا از قومیت طبری هستند و به زبان طبری دماوندی که گویشی از زبان مازندرانی می باشد صحبت می کنند. طوایف این روستا به ترتیب حروف الفبا از قبیل زیر هستند:
نکته :خواهش میکنم دوستان عزیزی که فرق بین طایفه و نام خانوادگی رو نمیدانند در این بخش ویرایش انجام ندهند.

## فضاهای دیدنی
این روستا دارای مکان‌ها و فضاهای گردشی بسیار می‌باشد. روستای هویر دماوند در ردیف مناطق نمونه گردشگری استان تهران قرار گرفت.
روستای کوهپايه ای هوير، مناظر و چشم اندازهای کوهستانی بسيار زيبا و کم نظيری دارد.دریاچه های هویر و تار، قلل دوبرار از شمال و شمال غربی و زرین کوه از جنوب مراتع سرسبز و حاصلخيز دامنه های غربی، باغات گردو و سيب، صخره های سنگي، چشمه سارها، آبشارها، درياچه های نيلگون و همچنين غارهای جالب و ديدنی، از جاذبه های طبيعی و شگفت انگيز اين روستا به شمار مي آيند. حيات وحش اين روستا شامل روباه، شغال، خرگوش و کبک و ديگر جانوران و پرندگان مي‌باشد.

### *رودخانه دلیچای(رودخانه هویر)
از روستای هویر دو رودخانه میگذرد که در مرکز روستا این دو رود به هم میپیوندند و رودخانه هویر(دَلی‌چای(رود دیوانه)) را پر آب میکنند که این رودخانه از آب دریاچه های تار و هویر که حاصل ذوب یخچال های قره داغ (خط الراس دوبرار) است، به رودخانه حبله رود میرسد.

### *دریاچه تار(دریاچه بزرگ هویر)
این دریاچه که یکی از دریاچه‌های آب شیرین ایران است در ۱۵ کیلومتری شرق دماوند و غرب روستای هویر، در بین کوه‌های دوبرار در شمال و زرین‌کوه در جنوب واقع شده‌است. این دریاچه در اثر زمین لغزش زرین‌کوه ایجاد گردیده‌است. درازای دریاچهٔ تار حدود ۱/۳ کیلومتر و میانگین پهنای آن ۴۰۰ متر است.عمق این دریاچه در فصول پرآب حدود 50 متر و در فصول کم آب حدود 40متر است. به علت پوشش کوهستانی و سنگی کف دریاچه آب آن بسیار زلال است و کف دریاچه پیداست.
. سرشاخه آب‌هایی که به این دریاچه‌ها می‌ریزند، چشمه‌ساران کوه‌های قره‌داغ، سیاه‌چال و شاه‌نشین در شمال و آبراهه‌های فصلی از جنوب است که قسمتی از آب آن‌ها وارد دریاچه‌ها می‌شود و قسمتی دیگر، آب رودهای تار و هویر (رود دلیچای)را تأمین می‌کنند. سرریز این دریاچه به صورت بسیار اندک سرچشمه رودخانه تار محسوب می‌شود که به‌طور طبیعی با تغذیه از رودخانه‌های فرعی دیگر تشکیل رود تاررود را می‌دهد و به سوی شهر دماوند جاری می‌شود.

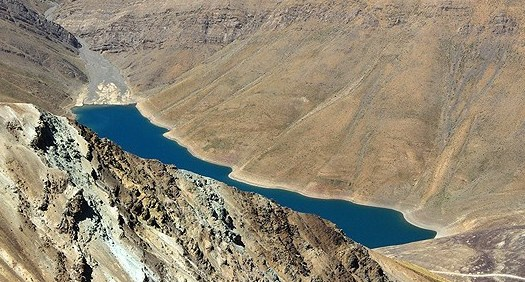
دریاچه تار از فراز زرین‌کوه

### *دریاچه هویر (دریاچه کوچک هویر)
یکی دیگر از فضای دیدنی روستای هویر دریاچه کوچک هویر می‌باشد که در شرق دریاچه تار یا همان دریاچه بزرگ هویر قرار دارد، از جاذبه‌های طبیعی ارزشمند روستاست که ماهیگیران برای صید قزل آلا به آنجا می‌روند. سطح دریاچه در فصول سرد سال یخ می‌زند.

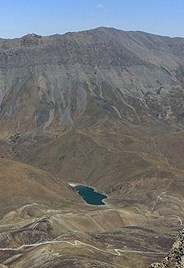
دریاچه کوچکتر هویر ، واقع در سمت شرقی دریاچه تار(دریاچه بزرگ هویر)

### *برج انگمار
برج انگمار در بیست کیلومتری روستای هویر در حوالی شاه‌نشین که به لحاظ قدمت تاریخی و نوع معماری واجد ارزش‌های گردشگری است.

### *غار جول دره
جول دره یکی دیگر از غارهای این روستاست که به پالان خر نیز معروف است. این غار در حد فاصل روستای هویر و روستای سربندان و در کنار جاده ارتباطی قدیم این روستا قرار گرفته‌است. این غار در حدود ۹۰ متر طول دارد و مشتمل بر چندین فضای مختلف است.

### * مقبره شاهزاده علی‌اکبر (پیر کاجی)
این مقبره که در مسیر روستای هویر به سمت دریاچه هویر در منطقهٔ چمنداب (چنداب) قرار گرفته‌است به دلیل دوری از بافت روستا متروک شده و مخروبه‌ای از آن باقی مانده‌است. سفالینه‌هایی در اطراف امامزاده علی اکبر و تپه‌های مجاور آن کشف شده که قدمت تاریخی این روستا را به قرن‌های سوم و چهارم هجری می‌رساند. دو درخت کهنسال خشکیده سرو در اطراف امامزاده وجود دارد که گویا قدمت آن‌ها به ششصد سال پیش می‌رسد که نام دیگر این امامزاده از این دو درخت کهنسال الهام گرفته است که به نام پیرکاجی بوده و به معنی کاج یا سرو پیر میباشد. .

مقبره شاهزاده علی اکبر، اثرکمیل قاسم پور و محمدرضاآقابابائی

.

### *کوه قره داغ (دوبرار)
قله دوبرار مرتفع‌ترین قله در رشته‌کوهی پیوسته‌است که به نام‌های ماز، قره داغ و نیز به نام خود دوبرار که بلندترین قله آن است مشهور است. خط الراس پرفراز و یکنواخت دوبرار دارای ۲۳ قله مرتفع می‌باشد که ۱۲ قله آن بیش از ۴۰۰۰ متر ارتفاع دارند.
قله دوبرار شرقی یکی از مرتفع‌ترین قلل رشته‌کوه دوبرار است که ۴۰۸۰ متر ارتفاع دارد. برای رسیدن به قله دوبرار شرقی باید از انتهای روستای هویر در مسیر رودخانه به چشمه بزرگ رسید و از آنجا به گردنه دوبرار رفت و از گردنه دوبرار به قله دوبرار شرقی رسید. 
قره داغ، یکی از کوه‌های اطراف روستاست که مورد توجه علاقه‌مندان به ورزش‌های کوهنوردی است. این کوه چشم‌انداز بسیار جالب توجه و دیدنی دارد.

### * چشمه‌های آب معدنی
روستای هویر به دلیل موقعیت جغرافیایی دارای چشمه سارهای آب معدنی بسیاری است؛ از جمله این چشمه‌ها کورچشمه، جواهرچشمه، سپیدکمر، چشمه پیش و چشمه انارچال می‌باشد که از محبوبیت خاصی برخوردار است.

### * آبشار عوش کمر
آبشار فصلی هویر از فراز صخره‌ای بلند از بالا دست روستای هویر به پایین سرازیر شده و منظره زیبایی را ایجاد کرده‌است، هر ساله علاقه‌مندان زیادی را به این منطقه می‌کشاند

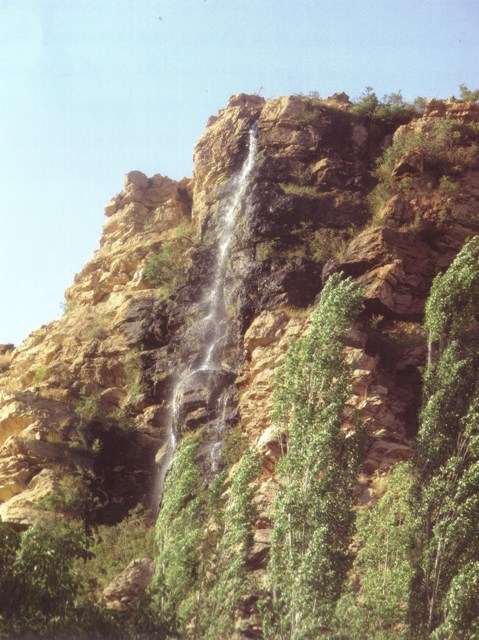
آبشار فصلی عوش کمر، اثر مجید اسکندری

.

### * منطقه چمندا
موقعیت این منطقه حدفاصل روستای هویر و دریاچه ها قرار گرفته و نام این محدوده چمندا میباشد که امکان دارد ریشه این نام از کلماتی مثل چند آب یا چمنزار و یا چمن آب و … میباشد که دارای فضای سرسبز و پر آبی میباشد که محل کشاورزی و دامپروری و … اهالی روستای هویر میباشد که از قدیم الایام تحت مالکیت آنها بوده است.

### * مقبرهشاهزاده حسین (دماوند)
آرامگاه امامزاده حسین که قدمت آن به قرن‌های ۷ و ۸ هجری قمری می‌رسد از آثار مورد احترام مردم روستاست. این بنا در پلان هشت ضلعی با طاقنماها و گنبدی بر فراز آن‌ها احداث شده‌است. مصالح به کار رفته در بنای این آرامگاه شامل لاشه سنگ و سنگ‌های کف رودخانه با ملات ساروج است و این اثر در تاریخ ۱۰ خرداد ۱۳۸۲ با شمارهٔ ثبت ۸۶۸۲ به‌عنوان یکی از آثار ملی ایران به ثبت رسیده است.

### * منطقه قلعه پشت
این قلعه قدیمی بر فراز روستا قرار دارد که به نظر می‌رسد قلعه‌ای استراتژیک در جنگ‌های گذشته بوده‌است اما هم‌اکنون آثاری در حد پایه‌های مخروبه قلعه باقی مانده‌است.

### * محدوده عاشقون
```
   * تنگه
```

## گالری تصاویر

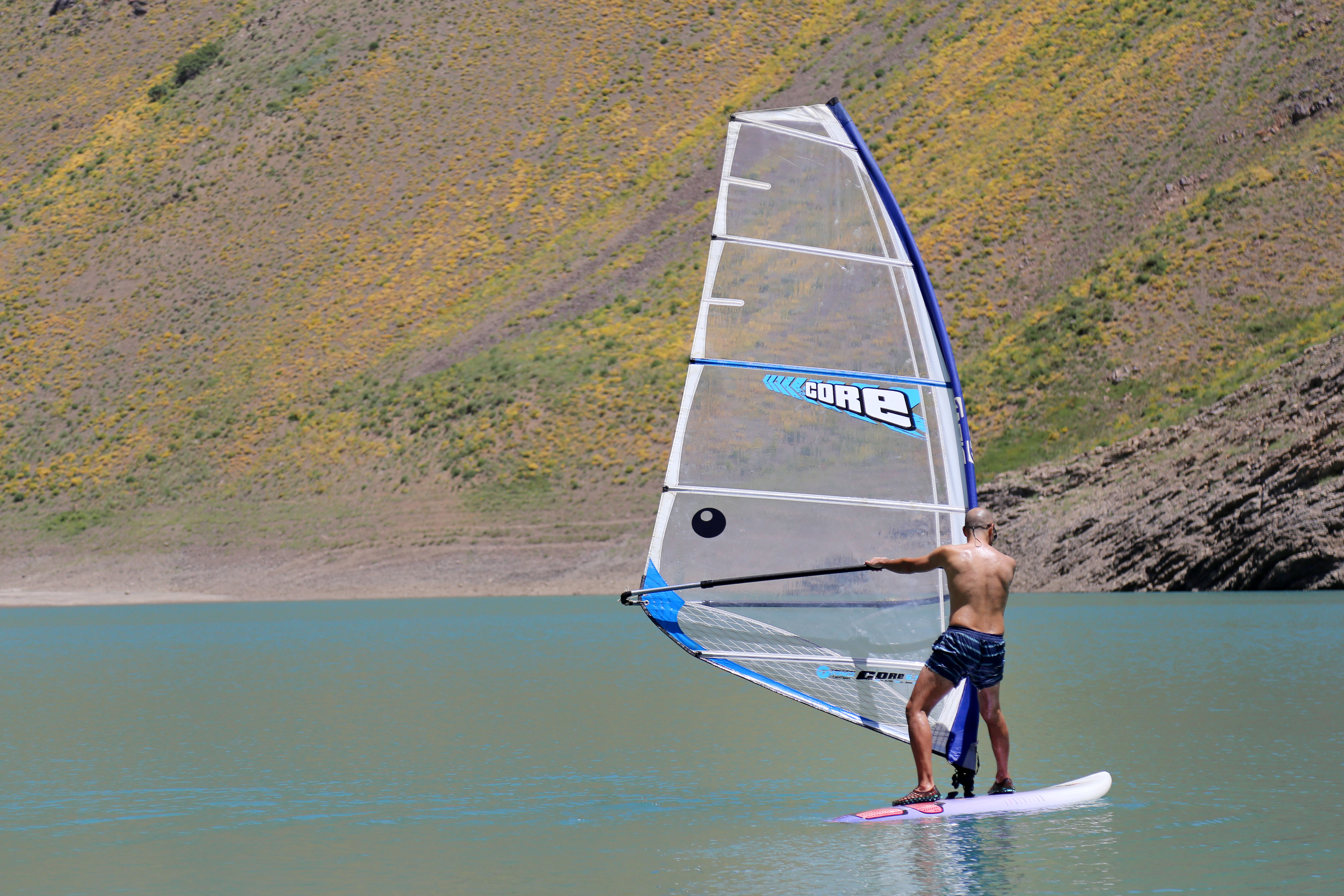
دریاچه هویر
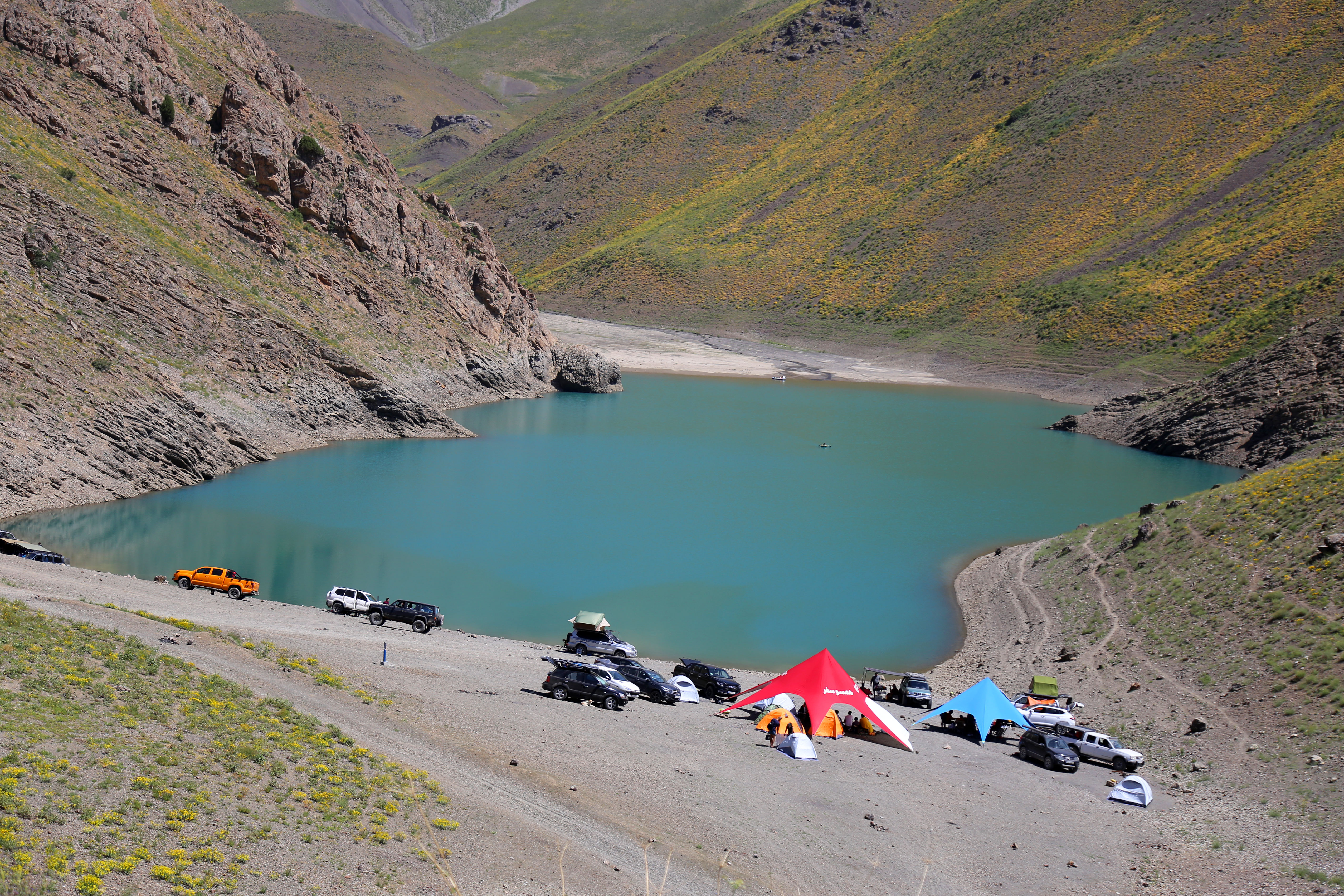
دریاچه هویر

- استان‌شناسی تهران: شرکت چاپ و نشر کتاب‌های درسی ایران
- سازمان میراث فرهنگی و گردشگری کشور[پیوند مرده]
- خبرگزاری مهر نیوز بایگانی‌شده  در ۱۷ سپتامبر ۲۰۱۱ توسط Wayback Machine

https://www.instagram.com/havir_damavand/
https://www.facebook.com/Havir.damavand